# سیستم فتومتریک
سیستم فتومتریک (انگلیسی: Photometric system) در اخترشناسی مجموعه‌ای از باندگذرها (یا فیلترهای نوری) با حساسیت مشخص به تابش تابیده‌ها است. حساسیت معمولاً به سیستم نوری، آشکارسازها و فیلترهای مورد استفاده بستگی دارد. برای هر سیستم فتومتریک مجموعه‌ای از ستاره‌های استاندارد اولیه ارائه شده‌است.
یک سیستم نورسنجی استاندارد شده رایج، سیستم فتومتری جانسون مورگان یا (سیستم نورسنجی UBV) (۱۹۵۳) است. در حال حاضر بیش از ۲۰۰ سیستم فتومتریک وجود دارد.
سیستم‌های فتومتریک معمولاً با توجه به عرض باندهای عبور آنها مشخص می‌شوند:
- پهنای باند (باندهای عبوری بیشتر از ۳۰ نانومتر که پرکاربردترین آنها سیستم UBV جانسون مورگان است)
- باند میانی (باندهای عبوری بین ۱۰ تا ۳۰ نانومتر عرض)
- باند باریک (باندهای عبور کمتر از ۱۰ نانومتر عرض)

## حروف فتومتریک
هر حرف یک بخش از نور طیف الکترومغناطیسی را مشخص می‌کند. اینها به خوبی گروه‌های اصلی متوالی، نزدیک به فرابنفش (NUV)، نور مرئی (مرکز باند V)، فروسرخ نزدیک (NIR) و بخشی از فروسرخ میانی (MIR) را پوشش می‌دهند.[a]این حروف استاندارد نیستند اما با توافق مشترک بین اخترشناسان و اخترفیزیک‌دانان به رسمیت شناخته شده‌اند.
استفاده از باندهای U, B، V, R، I به دهه ۱۹۵۰ برمی‌گردد که کوته‌نوشت‌های تک حرفی هستند.[b]